# Sternwarte Mirasteilas

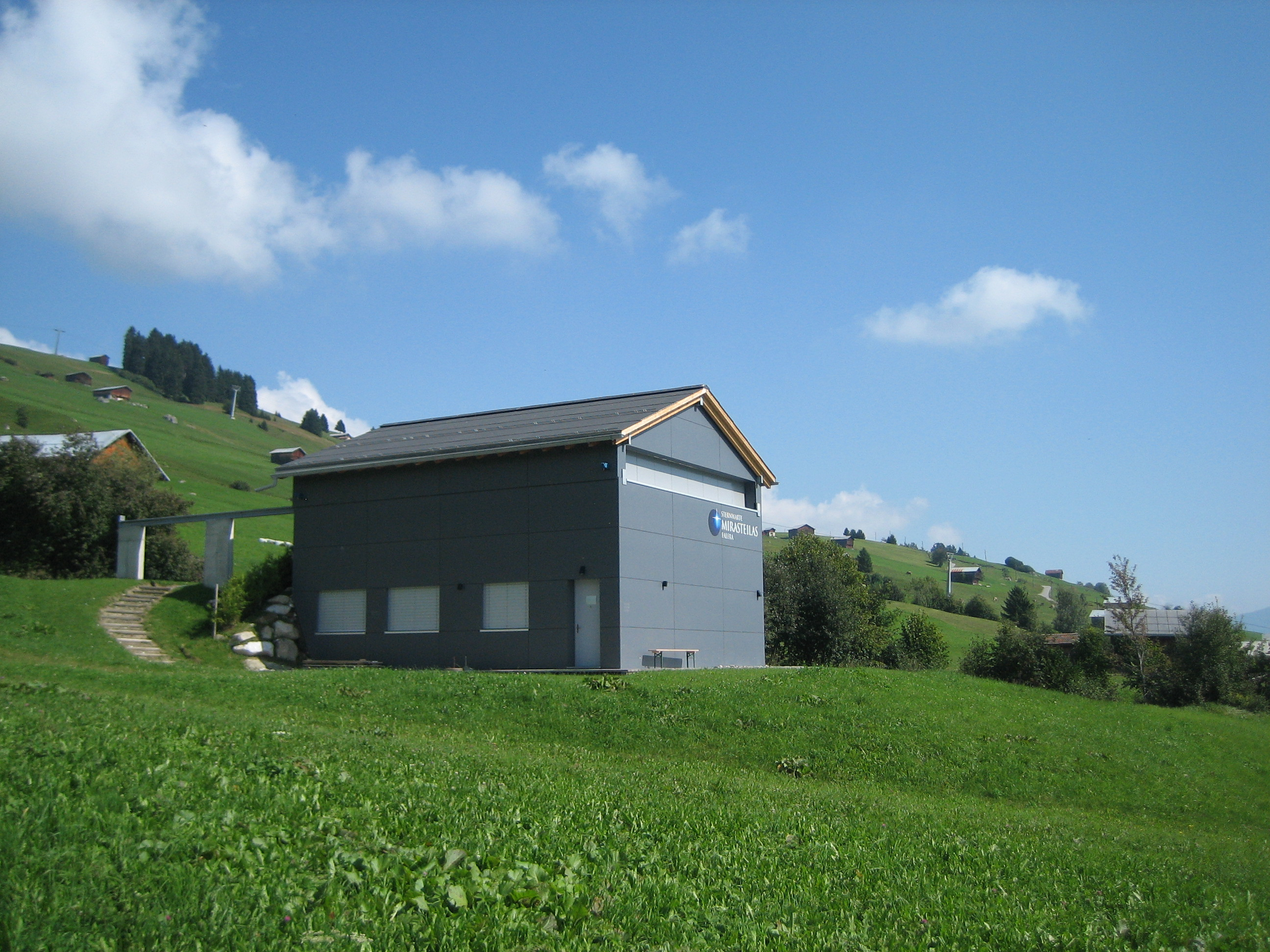
Sternwarte Mirasteilas

Die Sternwarte Mirasteilas (rätoromanisch «Sterngucker») ist eine Sternwarte in Falera in der Surselva im Schweizer Kanton Graubünden. Sie ist mit einem 90-Zentimeter-Spiegelteleskop ausgerüstet und damit das grösste öffentlich zugängliche Observatorium in der Schweiz.

## Geschichte
Im Jahr 2001 organisierte der Einheimische José De Queiroz, gebürtiger Portugiese, Gastwirt in Falera und Mitglied der Astronomischen Gesellschaft Graubünden, erstmals ein Astronomietreffen in Falera. Der Ort bot und bietet dank der guten Erreichbarkeit, seiner erhöhten Lage auf einer Terrasse mit einem weiten Himmel nach Westen, Süden und Osten und geringer Lichtverschmutzung ideale Verhältnisse zur Beobachtung von Gestirnen.
2002 kam bei einem weiteren Teleskoptreffen in Falera die Frage auf, ob hier nicht eine Sternwarte errichtet werden könnte. Der Gemeinderat erkannte, dass der Bau eines Observatoriums ein grosser Gewinn für das Dorf wäre, gab es doch damals in Graubünden keine Anlage dieser Art. Mitglieder des Gemeinderates und der Astronomischen Gesellschaft Graubünden besuchten daraufhin verschiedene Observatorien in der Ostschweiz, um sich über Sternwarten zu informieren. Ein geeigneter Standort fand sich einige Minuten ausserhalb des Dorfes bei der Wiese mit dem Kinderskilift.
Am 11. September 2002 wurde eine Arbeitsgruppe gebildet und das Architekturbüro Schneider & Cathomas aus Falera übernahm die Planung der Sternwarte. Am 5. Dezember 2005 bewilligte die Gemeindeversammlung einen Baukredit von 690'000 Franken für den Bau der Anlage. Neben dem Observatorium sollte auch ein kleines Restaurant für die Besucher der Skiwiese untergebracht werden. Als Träger wurde eine Stiftung gegründet, in der die politische Gemeinde Falera, die AGG und Flims-Laax-Falera-Tourismus einsassen. Der erste Spatenstich erfolgte am 9. Mai 2006 und im Winter 2006/2007 wurde das Restaurant eröffnet. Da sich die Lieferung des grossen Teleskops etwas verzögerte, konnte die Sternwarte erst am 22. Juni 2007 in Betrieb genommen werden.

## Gebäude

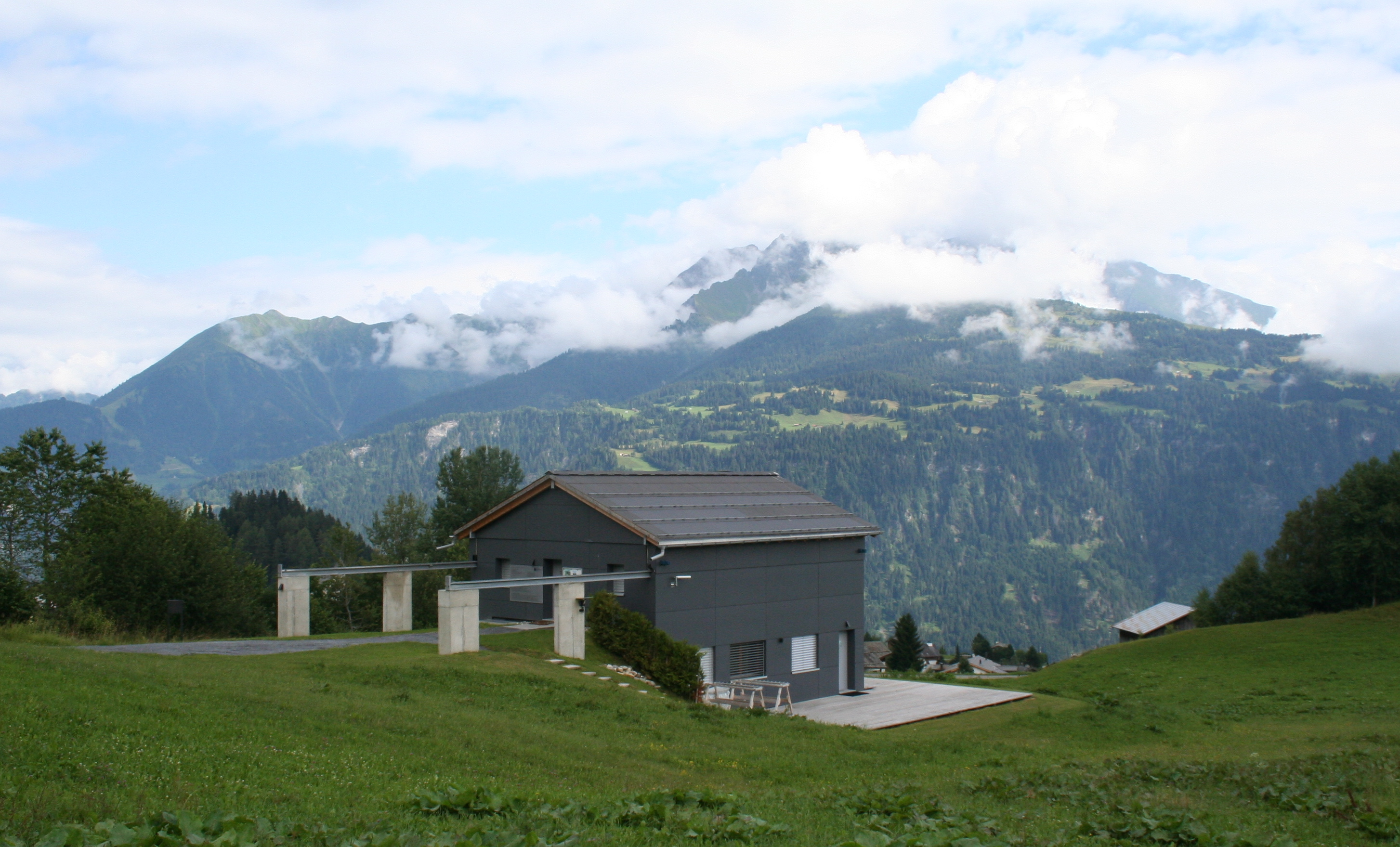
Mirasteilas

Kernstück der Volkssternwarte ist die Beobachtungsplattform im ersten Stock mit den Beobachtungsinstrumenten. Das Dach kann auf zwei Schienen zurückgefahren werden, damit Instrumente und Publikum freie Sicht auf den Himmel erhalten. Um Vibrationsübertragungen auf das Teleskop zu verhindern, wurde dafür ein separates Fundament erstellt. Im rollstuhlgängigen Gebäude integriert sind ein Technikraum, ein kleines Restaurant und sanitäre Anlagen, die am Tag von den Besuchern der Kinderskiwiese und am Abend von den Sternwartenbesuchern genutzt werden können. Im Restaurantraum werden für Besucher der Sternwarte auch Einführungsveranstaltungen oder Schlechtwetterprogramme durchgeführt.

## Instrumente

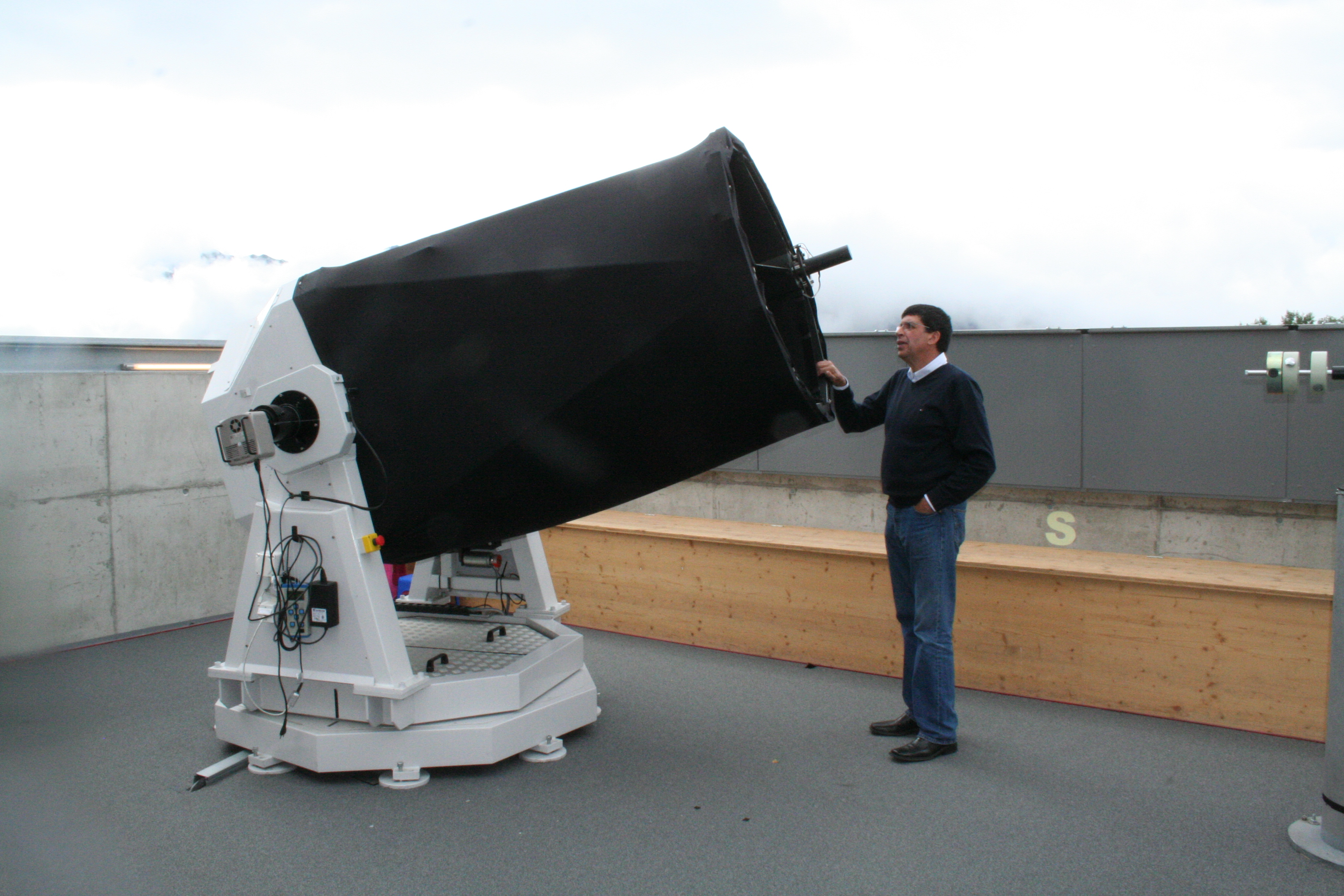
José De Queiroz am 90-cm-Cassegrain-Teleskop

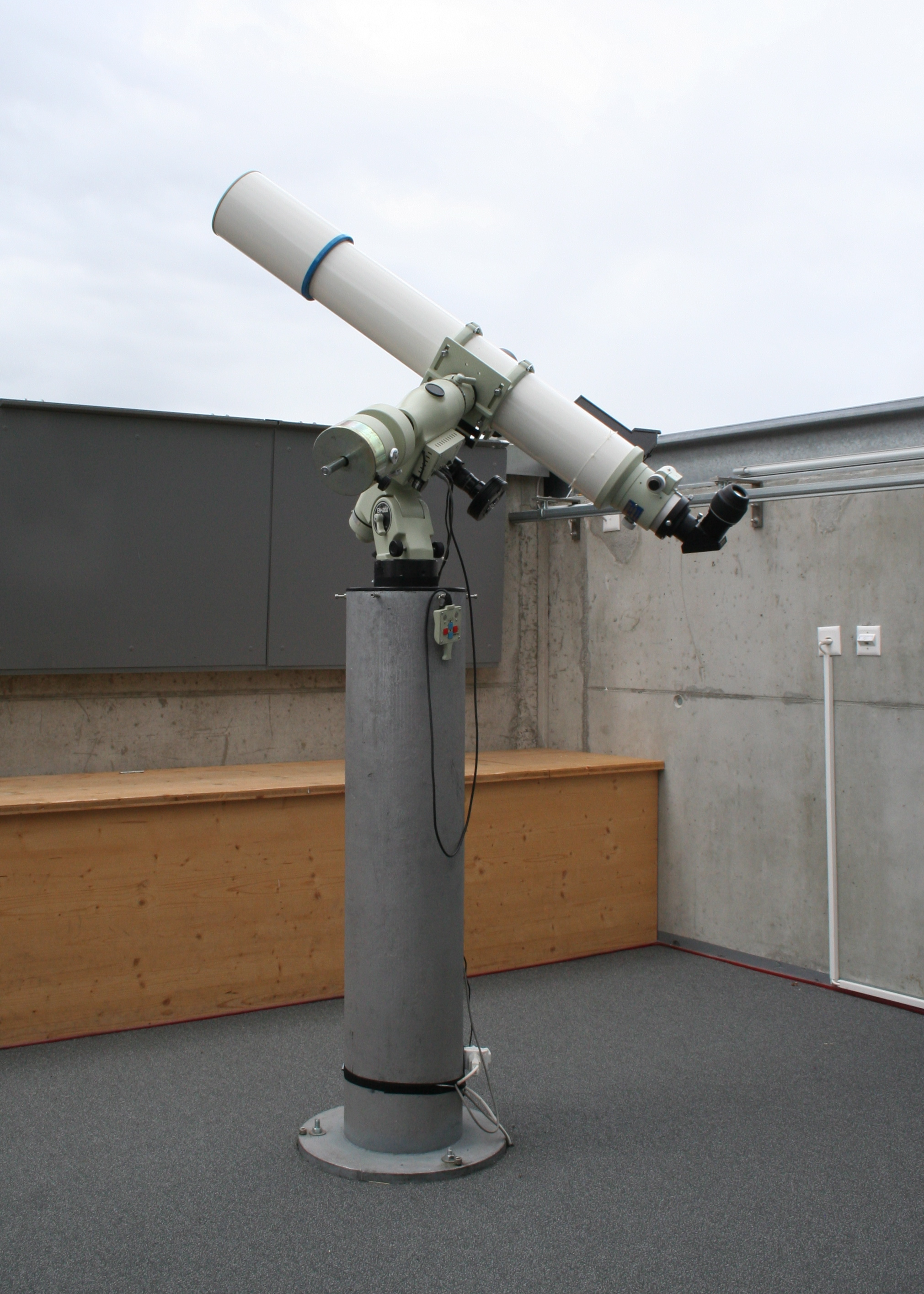
Takahashi-Teleskop

Das Hauptinstrument, ein Cassegrain-Teleskop mit Nasmyth-Fokus, einem Spiegeldurchmesser von 90 Zentimeter und 9 Metern Brennweite, ist eines der grössten für die Öffentlichkeit zugänglichen Teleskope in Europa. Mit ihm lassen sich bis zu 1000-fache Vergrösserungen erreichen. Das Instrument ist vollständig computergesteuert und kann automatisch auf jedes Objekt am Himmel ausgerichtet werden. Die Okularöffnung befindet sich seitlich des Geräts in der Deklinationsachse auf 145 cm Einblickshöhe. Daten: freie Öffnung 900 mm, Brennweite 9000 mm, mit Reducer 5940 mm.
Als zweites Instrument steht ein Takahashi Typ FS-15 zur Verfügung. Es handelt sich dabei um ein klassisches Linsen-Fernrohr. Das Instrument eignet sich besonders für Planetenbeobachtungen. Daten: freie Öffnung 152 Millimeter, Brennweite 1216 Millimeter.
Um Nebel, Galaxien und Sternhaufen in einem grossen Gesichtsfeld zu betrachten, steht ein speziell für astronomische Zwecke gebautes Binokular zur Verfügung. Daten: 25 × 100 Millimeter auf Gabelmontage, Optik: Öffnung 100 Millimeter. Für die Astrofotografie ist ein Astrograph auf separater Montierung vorhanden.

## Betrieb
Betrieben wird die Sternwarte von der Astronomischen Gesellschaft Graubünden AGG. Rund 30 ausgebildete Demonstratoren stehen den Besuchern abwechslungsweise zur Verfügung. Öffentliche Führungen finden jeweils am Freitag und Samstag oder nach Voranmeldung statt.

## Beobachtungen

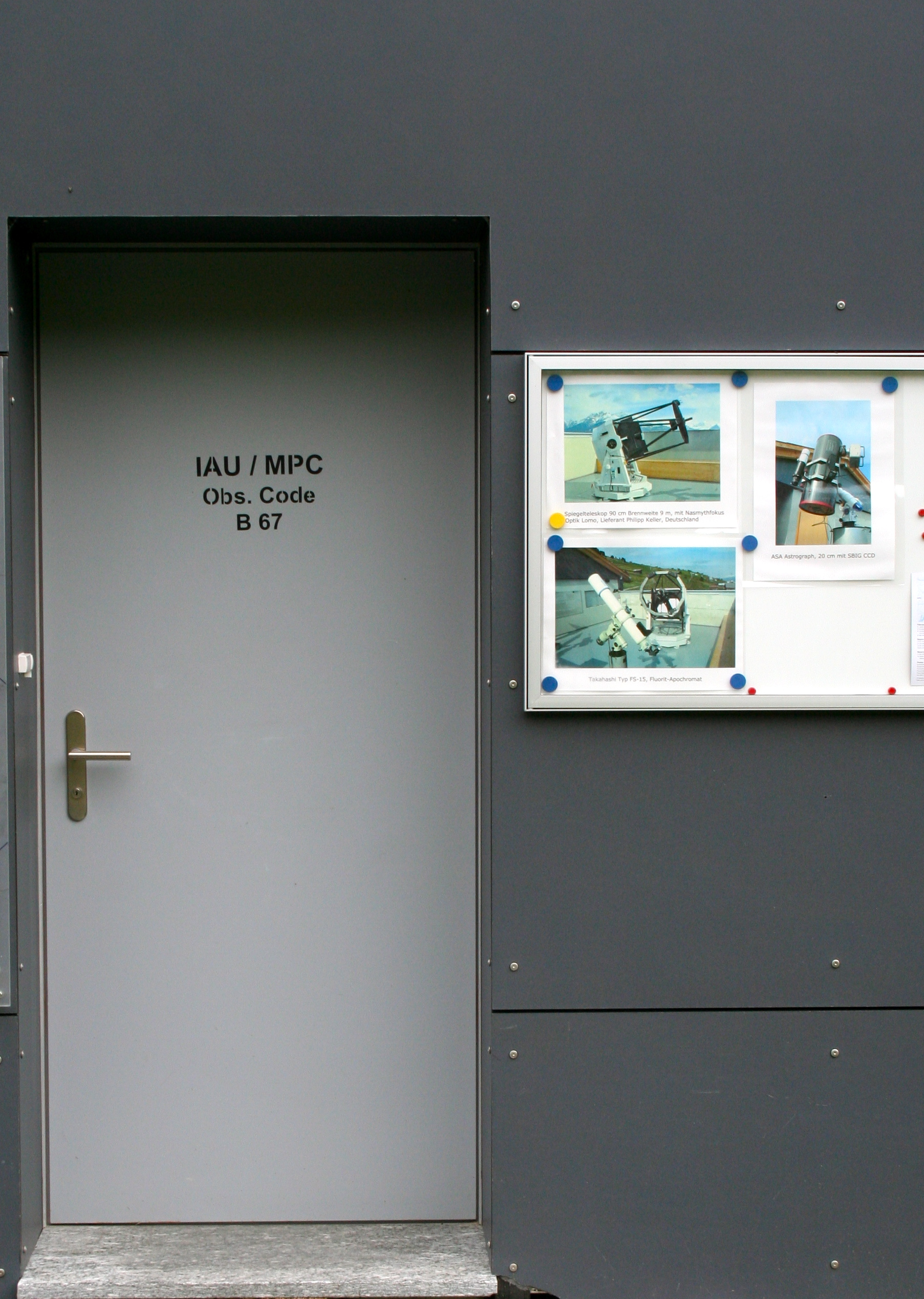
Eingangstür mit Observatoriumscode der IAU

Dank seiner hochwertigen Instrumente kann Mirasteilas auch wissenschaftlich arbeiten. Die Sternwarte von Falera zählt mit den Observatorien von Winterthur, Carona und Ependes zu jenen Stationen, die Asteroiden, Kometen und Satelliten beobachten und deren Bahn vermessen. Die Daten werden an das Minor Planet Center der Internationalen Astronomischen Union gesandt. Dort stehen sie der Wissenschaft für weitere Forschungen zur Verfügung. Die einzelnen Messungen erlauben es, Bahnänderungen von bekannten Asteroiden zu erfassen oder die Bahnen von neu entdeckten Objekten zu berechnen und so mögliche Gefahren rechtzeitig zu entdecken.

## Kleinplanet «Falera»
Der Asteroid «Falera» wurde am 21. November 2009 vom Gründer der Sternwarte José De Queiroz entdeckt. Das Objekt hat einen Durchmesser von rund 3 Kilometern. Der Asteroid umläuft die Sonne in einer mittleren Entfernung von circa 471 Millionen Kilometer und benötigt für einen kompletten Umlauf 5 Jahre und 6 Monate. Zum Zeitpunkt seiner Entdeckung war der Asteroid rund 315 Millionen Kilometer von der Erde entfernt. In seiner Helligkeit war er dabei mehr als 16‘000 Mal schwächer als die mit dem blossen Auge sichtbaren Sterne am Himmel.
Am 26. Mai 2010 wurde von der Internationalen Astronomischen Union und dem Minor Planet Center der Universität in Cambridge der Name «Falera» für den Asteroiden mit der laufenden Nummer 233943 vergeben. Mit der Vergabe dieses Namens wird die Arbeit des Observatoriums Mirasteilas anerkannt, welches sich seit 2008 mit der Entdeckung und Bahnbestimmung unbekannter Kleinplaneten befasst. Der offizielle Text der Namensgebung ist im „Minor Planet Center“ archiviert.